# Julian Löschner
Julian Löschner (* 31. August 1996 in Nürnberg) ist ein deutscher Fußballspieler, der meist auf der Außenbahn eingesetzt wird.

## Karriere
Aus der Jugend der SpVgg Greuther Fürth wechselte Julian Löschner 2013 in die Jugend des FC Rot-Weiß Erfurt. Noch als A-Jugendspieler debütierte er am 5. Oktober 2014 für die zweite Mannschaft der Erfurter beim 3:0-Sieg gegen die zweite Mannschaft von Dynamo Dresden. In der 65. Minute wurde er für Manh Van Pham eingewechselt. Zur Saison 2015/16 stieg er aus der A-Jugend in die zweite Mannschaft auf und erzielte sein Premierentor beim 6:1-Sieg gegen den VfL Halle 1896 am 3. April 2016. In der 82. Minute erzielte er den 6:1-Endstand.
Von Trainer Christian Preußer wurde Julian Löschner bei der 0:2-Niederlage bei Fortuna Köln am 17. Oktober 2015 zum ersten Mal in der ersten Mannschaft eingesetzt.
Zur Saison 2016/17 wurde Löschner zum 1. FC Schweinfurt 05 ausgeliehen.